# Raymond Augustin Chihiro Satō
Raymond Augustin Chihiro Satō OP (jap. ライムンド佐藤千敬, Raimondo Satō Chihiro; * 31. März 1926 in Sendai; † 12. November 2002) war Bischof von Sendai.

## Leben
Raymond Augustin Chihiro Satō trat der Ordensgemeinschaft der Dominikaner bei und empfing am 3. April 1959 die Priesterweihe.
Paul VI. ernannte ihn am 24. Januar 1976 zum Bischof von Sendai. Der Apostolische Pro-Nuntius in Japan, Ippolito Rotoli, spendete ihm am 20. März desselben Jahres die Bischofsweihe; Mitkonsekratoren waren Benedict Takahiko Tomizawa, Bischof von Sapporo, und Petro Arikata Kobayashi, Altbischof von Sendai.
Von seinem Amt trat er am 19. Juni 1998 zurück.